# 1667
| 1667               |
| ------------------ |
| Dødsfald - Fødsler |
| • Begivenheder     |

| Gregoriansk kalender | 1667 MDCLXVII           |
| Ab urbe condita      | 2420                    |
| Armensk kalender     | 1116 ԹՎ ՌՃԺԶ            |
| Kinesiske kalender   | 4363 – 4364 丙午 – 丁未 |
| Etiopisk kalender    | 1659 – 1660             |
| Jødisk kalender      | 5427 – 5428             |
| Hindukalendere       |                         |
| - Vikram Samvat      | 1722 – 1723             |
| - Shaka Samvat       | 1589 – 1590             |
| - Kali Yuga          | 4768 – 4769             |
| Iransk kalender      | 1045 – 1046             |
| Islamisk kalender    | 1078 – 1079             |

Konge i Danmark: Frederik 3. 1648-1670
Se også 1667 (tal)

## Begivenheder
- fyrværkeri i Amsterdam d. 7. september 1667, for at fejre freden mellem Holland og EnglandNederlandene afstår deres besiddelser i Nordamerika til England.
- Flogiston-teorien fremsættes af den tyske alkymist Johann Joachim Becher.
- 10. januar – Steno fremlægger overfor the Royal Society, London, en videnskabelig teori om, at fossiler er rester af tidligere levende dyr, som er blevet forstenet. Teorien var meget kontroversiel, selv om den allerede kom frem 2000 år tidligere i Grækenland.

## Født
- 30. november – Jonathan Swift, irsk præst og forfatter ("Gullivers rejser") fødes i Dublin. Han dør i 1745.